# Hoplocryptus besseianus
Hoplocryptus besseianus là một loài tò vò trong họ Ichneumonidae.